# Třída Trinkat
Třída Trinkat je třída rychlých hlídkových lodí indického námořnictva. Jejich úkolem je ochrana zájmů Indie v její námořní výlučné ekonomické zóně, ochrana rybolovu nebo potírání pašeráctví. Celkem ji tvoří čtyři jednotky. Tři plavidla byla již vyřazena a předána zahraničním uživatelům, kterými jsou pobřežní stráže Malediv a Seychel.

## Stavba
Čtyři jednotky této třídy postavila indická loděnice Garden Reach Shipbuilders & Engineers v Kalkatě.
Jednotky třídy Trinkat:
| Jméno                 | Spuštěna | Vstup do služby | Status |
| --------------------- | -------- | --------------- | --- |
| INS Trinkat (T61)     | 1999     | 28. září 2000   | Aktivní. |
| INS Tillanchang (T62) | 2000     | 17. března 2001 | Darována do Malediv v roce 2006, od 16. dubna 2006 provozován maledivskou pobřežní stráží jako MCGS Huravee (P 801) a dne 14. prosince 2023 byl opět přijat do služby u indického námořnictva jako INS Tarmugli. |
| INS Tarasa (T63)      | 2000     | 24. srpna 2001  | Darována do Seychel v roce 2014, od 7. listopadu 2014 provozován seychelskou pobřežní stráží jako SCGS Constant (P608).                                                                                          |
| INS Tarmugli (T64)    |          | 4. března 2002  | Darována do Seychel v roce 2005, od 23. února 2005 provozován seychelskou pobřežní stráží jako SCGS Topaz (P606).                                                                                                |

## Konstrukce

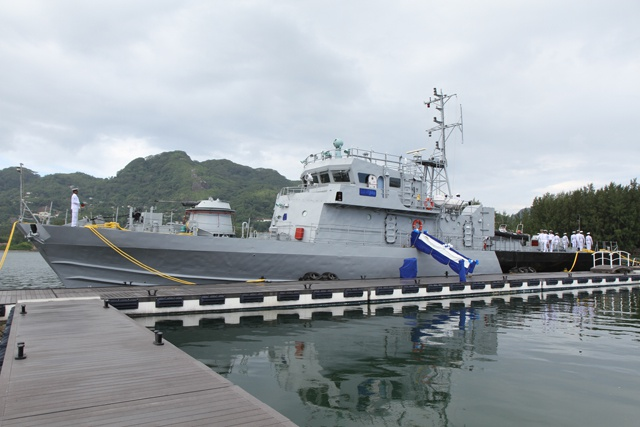
Seychelský hlídkový člun Constant (ex Tarasa)

Navigační radar je typu Bharat 1245. Hlavní výzbroj tvoří jeden 30mm kanón CRN-91 s dostřelem 4 km na přídi. Doplňují ho dva 7,6mm kulomety. Pohonný systém tvoří dva diesely MTU 16V 538 TB92, pohánějící dva lodní šrouby. Nejvyšší rychlost dosahuje 30 uzlů. Dosah je 2000 námořních mil při rychlosti 12 uzlů.